# Флавий Вивиан
Флавий Вивиан (лат. Flavius Vivianus) — римский государственный деятель середины V века.
Вивиан был отцом консула 512 года Флавия Павла и префекта Константинополя Адаманция.
Он был префектом претория Востока в 459—460 годах. В 463 году он был назначен консулом в Восточной империи, но так и не был признан на Западе, где был свой консул — Флавий Цецина Деций Василий.
Вивиан был известен как щедрый и способный администратор.